# Chromosoom 19
Chromosoom 19 is een chromosoom in het menselijk lichaam dat ongeveer 64 miljoen basenparen DNA bevat. Het staat voor ongeveer 2 procent van het totale DNA in cellen.
Op chromosoom 19 zijn 65 genen bekend (anno 2008) die de oorzaak van een ziekte kunnen vormen. In totaal bestaat het chromosoom uit vermoedelijk 740 tot 800 genen.

## Te herleiden aandoeningen
Aanleg voor onder meer de volgende aandoeningen is te herleiden tot een fout (een verkeerde structuur of aantal basenparen) op chromosoom 19:
- Ziekte van Alzheimer
- CADASIL-syndroom
- Congenitale hypothyreoïdie
- Hemochromatose
- HMSN
- Syndroom van Peutz-Jeghers
- Ziekte van Curschmann-Steinert oftewel myotone dystrofie
- Polycysteuze leverziekte
- Ryr-1 gerelateerde myopathie

1 ·
2 ·
3 ·
4 ·
5 ·
6 ·
7 ·
8 ·
9 ·
10 ·
11 ·
12 ·
13 ·
14 ·
15 ·
16 ·
17 ·
18 ·
19 ·
20 ·
21 ·
22 ·
X ·
Y